# Villas de la Hacienda
Villas de la Hacienda es una localidad del estado mexicano de Jalisco. Es parte del municipio de Tlajomulco de Zúñiga.

## Demografía
| Censo | Población |
| ----- | --------- |
| 2010  | 11 078    |
| 2020  | 28 276    |